# 히토요시시
히토요시시(일본어: 人吉市)는 일본 구마모토현 남부에 있는 시이다.
규슈 산지로 둘러싸인 히토요시 분지에 위치하고 구마강가의 온천과 강놀이로 유명하다. 히토요시·구마 지방의 중심지이고 히토요시번 사가라씨의 성시로 번창했다.

## 역사
가마쿠라 시대 초기인 1193년에 사가라씨가 히토요시의 지토에 임명되었고 이후 메이지 시대의 폐번치현 때까지 사가라씨의 통치가 이어졌다.
- 1600년경 - 성시로 정비되었다.
- 1862년 - 화재로 히토요시성과 성시의 대부분이 소실되었다.
- 1889년 4월 1일 - 정촌제 시행으로 현재의 시역에 구마군 히토요시정, 니시세촌, 나카하라촌, 아이다촌, 오촌이 성립하였다.
- 1933년 4월 1일 - 히토요시정이 오촌을 편입하였다.
- 1942년 2월 11일 - 히토요시정·니시세촌·나카하라촌·아이다촌이 대등 합병해 히토요시시가 성립하였다.

## 지리
구마모토현 남부에 있고 구마모토시에서 직선 거리로 남쪽으로 약 70km 떨어진 곳에 위치한다. 북부와 남부는 규슈 산지의 일부를 이루는 산지이다. 남부는 해발 1,000m급 산지로 미야자키현 에비노시와 가고시마현 이사시와 접한다. 중심부는 히토요시 분지의 서단으로 구마강이 동쪽에서 서쪽으로 가로지른다. 시내에서는 마에강·야마다강·가노메강 등 다수의 지류가 구마강으로 흘러든다.
중심부는 옛 성시(조카마치)의 상점가가 남아 있어 "작은 교토"(小京都)로 불린다.

### 기후
내륙 분지이기 때문에 연교차가 현저하고 여름철은 최고 기온 30℃ 이상에 이르는 폭염일이 70~80일 있고 겨울철은 최저 기온이 영하가 되는 한파일이 50일 정도 있다. 연평균 강수량은 2,500~3,000mm이다.
분지에는 큰 강이 있고 지류도 많은 지형 때문에 겨울에 맑은 날의 아침은 거의 100% 짙은 안개가 발생한다. 그 빈도는 안개 발생일수로 매년 일본 제일을 다툴 정도인데 이 안개가 고속도로의 속도 규제 등을 낳기도 한다. 발생한 안개도 지형적으로 거의 유출되지 않기 때문에 정오가 다 될 때까지 남아 있는 날도 드물지 않다. 연중 비가 많이 와 여름에 습도가 높고 겨울도 안개의 영향으로 습도가 별로 낮지 않다.
| 히토요시시의 기후                                            | 히토요시시의 기후 | 히토요시시의 기후 | 히토요시시의 기후 | 히토요시시의 기후 | 히토요시시의 기후 | 히토요시시의 기후 | 히토요시시의 기후 | 히토요시시의 기후 | 히토요시시의 기후 | 히토요시시의 기후 | 히토요시시의 기후 | 히토요시시의 기후 | 히토요시시의 기후 |
| 월                                                           | 1월               | 2월               | 3월               | 4월               | 5월               | 6월               | 7월               | 8월               | 9월               | 10월              | 11월              | 12월              | 연간              |
| ------------------------------------------------------------ | ----------------- | ----------------- | ----------------- | ----------------- | ----------------- | ----------------- | ----------------- | ----------------- | ----------------- | ----------------- | ----------------- | ----------------- | ----------------- |
| 역대 최고 기온 °C (°F)                                       | 22.3 (72.1)       | 24.0 (75.2)       | 26.9 (80.4)       | 30.4 (86.7)       | 34.0 (93.2)       | 35.8 (96.4)       | 37.0 (98.6)       | 37.8 (100.0)      | 36.4 (97.5)       | 33.2 (91.8)       | 27.6 (81.7)       | 22.7 (72.9)       | 37.8 (100.0)      |
| 일평균 최고 기온 °C (°F)                                     | 10.3 (50.5)       | 12.4 (54.3)       | 16.1 (61.0)       | 21.3 (70.3)       | 25.5 (77.9)       | 27.3 (81.1)       | 31.2 (88.2)       | 32.3 (90.1)       | 29.4 (84.9)       | 24.4 (75.9)       | 18.1 (64.6)       | 12.2 (54.0)       | 21.7 (71.1)       |
| 일일 평균 기온 °C (°F)                                       | 4.7 (40.5)        | 6.2 (43.2)        | 9.8 (49.6)        | 14.6 (58.3)       | 19.1 (66.4)       | 22.4 (72.3)       | 26.1 (79.0)       | 26.6 (79.9)       | 23.6 (74.5)       | 18.0 (64.4)       | 11.9 (53.4)       | 6.3 (43.3)        | 15.8 (60.4)       |
| 일평균 최저 기온 °C (°F)                                     | 0.2 (32.4)        | 1.2 (34.2)        | 4.5 (40.1)        | 8.9 (48.0)        | 13.7 (56.7)       | 18.7 (65.7)       | 22.4 (72.3)       | 22.8 (73.0)       | 19.5 (67.1)       | 13.3 (55.9)       | 7.3 (45.1)        | 1.9 (35.4)        | 11.2 (52.2)       |
| 역대 최저 기온 °C (°F)                                       | −9.8 (14.4)       | −9.1 (15.6)       | −6.1 (21.0)       | −3.5 (25.7)       | 3.0 (37.4)        | 7.8 (46.0)        | 15.0 (59.0)       | 15.3 (59.5)       | 7.4 (45.3)        | −0.4 (31.3)       | −4.2 (24.4)       | −7.8 (18.0)       | −9.8 (14.4)       |
| 평균 강수량 mm (인치)                                        | 75.4 (2.97)       | 109.0 (4.29)      | 160.7 (6.33)      | 177.8 (7.00)      | 215.6 (8.49)      | 560.9 (22.08)     | 491.0 (19.33)     | 226.3 (8.91)      | 229.3 (9.03)      | 108.8 (4.28)      | 96.9 (3.81)       | 83.3 (3.28)       | 2,534.9 (99.80)   |
| 평균 강수일수 (≥ 0.5 mm)                                     | 9.5               | 10.2              | 12.8              | 11.7              | 10.7              | 17.3              | 15.2              | 13.3              | 12.0              | 8.1               | 9.5               | 9.4               | 139.7             |
| 평균 상대 습도 (%)                                           | 76                | 74                | 73                | 72                | 73                | 81                | 81                | 79                | 80                | 79                | 82                | 80                | 78                |
| 평균 월간 일조시간                                           | 123.0             | 133.9             | 161.6             | 175.8             | 182.1             | 117.1             | 167.2             | 183.5             | 156.5             | 163.6             | 125.6             | 118.6             | 1,817.9           |
| 출처: 일본 기상청 (평년값: 1991년~2020년, 극값: 1943년~현재) |                   |                   |                   |                   |                   |                   |                   |                   |                   |                   |                   |                   |                   |

### 인접하는 자치체
- 구마모토현
  - 구마군 니시키정·사가라촌·야마에촌·구마촌
- 미야자키현
  - 에비노시
- 가고시마현
  - 이사시

## 경제
2004년도 시내 총생산은 1,291억 엔이었다. 히토요시·구마 지방의 경제 중심지로 주력 산업은 관광업·농업·주조(酒造)이다.

## 교통

### 철도
- 규슈 여객철도 히사쓰선
- 구마가와 철도 유노마에선

### 도로
- 규슈 자동차도
- 국도 219호선
- 국도 221호선
- 국도 267호선
- 국도 445호선

## 대중 매체 속 등장
- 게임 마이테츠

## 같이 보기
- 2020년 7월 일본 호우